# Dino Sokolović
Dino Sokolović (17 de diciembre de 1988) es un deportista croata que compitió en esquí alpino adaptado. Ganó una medalla de oro en los Juegos Paralímpicos de Pyeongchang 2018, en la prueba de eslalon sentado.

## Palmarés internacional
| Juegos Paralímpicos | Juegos Paralímpicos         | Juegos Paralímpicos | Juegos Paralímpicos |
| Año                 | Lugar                       | Medalla             | Prueba              |
| ------------------- | --------------------------- | ------------------- | ------------------- |
| 2018                | Pyeongchang (Corea del Sur) | Medalla de oro      | Eslalon sentado     |